# Chapada do Vale do Rio Itaim
A região Chapada do Vale do Rio Itaim é uma dos doze Territórios de Desenvolvimento do Piauí, regiões criadas pela Lei Complementar Nº 87/2007 e ratificadas pela Lei 6.967/2017 , em que se dividem o estado para fins de planejamento político/administrativo e implementação de projetos intermunicipais entre localidades dentro do mesmo polo, além de fornecer dois assentos para os Conselhos do Governo do Piauí..

## Municípios
Municipalidades listadas em ordem alfabética:
- Acauã
- Belém do Piauí
- Betânia do Piauí
- Caldeirão Grande do Piauí
- Caridade do Piauí
- Curral Novo do Piauí
- Francisco Macedo
- Jacobina do Piauí
- Jaicós
- Marcolândia
- Massapê do Piauí
- Padre Marcos
- Patos do Piauí
- Paulistana
- Queimada Nova
- Simões

Os municípios deste território se localizam em várias regiões geográficas intermediárias, utilizada para fins estatísticos do IBGE, incluindo todos os integrantes da Região Geográfica Imediata de Paulistana e parte da Região Geográfica Imediata de Picos e no passado faziam parte da Microrregião do Alto Médio Canindé .